# Roopnagar
Roopnagar fou un estat tributari protegit, un jagir feudatari dels maharanes de Mewar (Udaipur). Els ancestres de la nissaga reial vivien a Gujarat i eren descendent del raja Tribhuvanpal, el darrer raja solanki del Gujarat (1241-1244); al final del segle XV foren expulsats de les seves terres i dirigits pel Raja Deepa Singh Solanki, es van establir prop de Bhinai al districte d'Ajmer. El seu fill Bhop Singh va emigrar cap a Lach, a Sirohi, però fou mort pel raja de Sirohi en la darrera de 17 batalles i van perdre els seus dominis, però van seguir buscant un lloc per establir-se i Rai Mal es va establir a Kumbalgarh i el maharana homònim (1473-1509) li va cedir la pargana de Desuri i 363 pobles a Godwar i Mewar a canvi de combatre una revolta dels madrecha chauhans rajputs. El seu fill Sanwant Singh va rebre Roopnagar. El 1772 fou ocupat per Mewar. La capital era Roopnagar a les muntanyes Aravalli entre Desuri i Someshwar.

## Llista de thakurs
- Deepa Singh Solanki vers 1395-1438
- Bhoj Singh 1438-1477 (fill)
- Fateh Singh 1477-1480(fill)
- Rai Mal 1480-1491 (fill)
- Sanwant Singh 1491-1536 (fill)
- Devraj Singh 1536-1592 (fill)
- Viram Deo I 1593-? (fill)
- Jaswant Singh ? (net)
- Dalpat Singh ? (fill)
- Bika Singh vers 1660
- Suraj Mal ? (fill de Dalpat Singh)
- Shyamal Das ? (fill)
- Viram Deo II ? (fill)
- Jivrag Singh ? (fill)
- Kuber Singh ? (fill)
- Ratan Singh ? (fill)
- Sardar Singh ? (fill)
- Naval Singh ? (fill)
- Vairi Sal ? (fill)
- Bhupal Singh ? (fill)
- Ajeet Singh ? (fill)
- Vijay Singh ? (fill), extinció de la nissaga